# Cydnus aterrimus

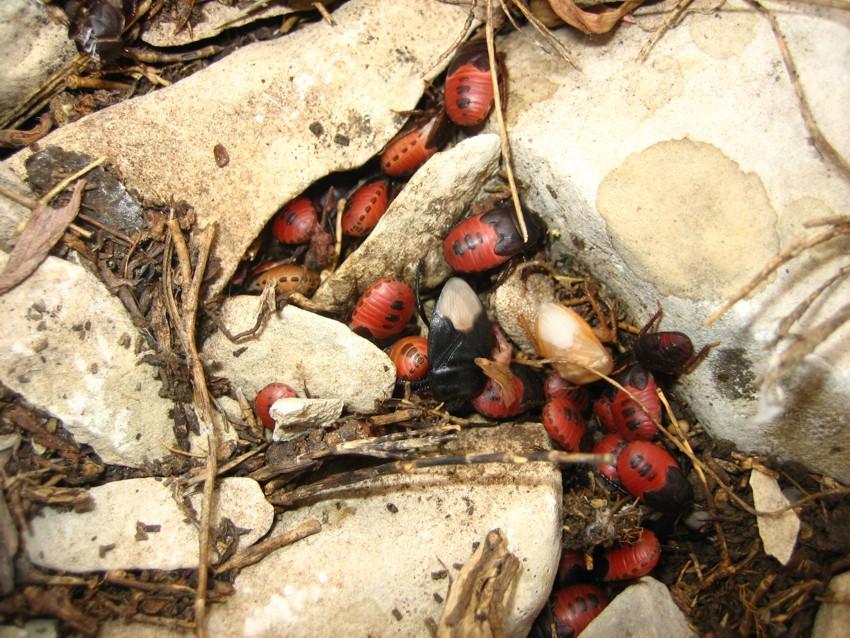
Aggregation von Cydnus aterrimus mit unterschiedlichen Entwicklungsstadien

Cydnus aterrimus,, auch Wolfsmilch-Erdwanze genannt, ist eine Wanze aus der Familie der Erdwanzen (Cydnidae).

## Merkmale
Die Wanzen werden 8,0 bis 12,0 Millimeter lang und sind damit die größten Vertreter ihrer Familie in Mitteleuropa. Sie haben einen schwarz gefärbten, dicht punktierten Körper. Die Membranen der Hemielytren sind milchig weiß, das Corium ist anders als bei ähnlichen Arten am Hinterrand gewellt. Die Nymphen haben einen rot gefärbten Hinterleib.

## Verbreitung und Lebensraum
Die Art ist in der Paläarktis, in der Afrotropis und im indo-australischen Bereich verbreitet. In Europa fehlt sie im Norden und auf den Britischen Inseln. In Deutschland tritt sie überall, mit Ausnahme des nordwestdeutschen Tieflands auf. Sie ist auch überall in Österreich verbreitet, tritt in Mitteleuropa aber nur stellenweise häufiger auf. Besiedelt werden vor allem sandige oder kalkige, trockene Lebensräume.

## Lebensweise
Cydnus aterrimus lebt an Wolfsmilch (Euphorbia). In Mitteleuropa findet man sie häufig an Zypressen-Wolfsmilch (Euphorbia cyparissias). Sie graben sich einige Zentimeter tief ins Erdreich und saugen an den Wurzeln ihrer Wirtspflanzen. Ältere Nymphen und adulte Wanzen saugen auch an den oberirdischen Teilen der Pflanzen, vor allem an den Samenanlagen. Besonders während der Paarungszeit und bei hohen Temperaturen kann man sie auf den Blütenständen sitzend finden. Die Eiablage erfolgt unterirdisch. Die Weibchen bewachen ihre Gelege, die aus 30 bis 65 Stück Eiern bestehen, und auch die Nymphen bis zur zweiten Häutung. Die jungen Nymphen saugen an Sekrettröpfchen, die die Weibchen aus dem After absondern, um endosymbiontische Mikroorganismen aufzunehmen. Die Nymphen leben in Aggregationen, die manchmal bis ins vierte Nymphenstadium aufrechterhalten werden. Danach zerstreuen sie sich. Die Überwinterung erfolgt als adulte Wanze im Erdboden. Im Frühjahr treten die Tiere ab April oder Mai auf und paaren sich. Die adulten Tiere der neuen Generation kann man ab Ende Juli oder August beobachten.

## Belege